# Горній Звечай
45°22′ пн. ш. 15°24′ сх. д. / 45.37° пн. ш. 15.40° сх. д.
Горній Звечай (хорв. Gornji Zvečaj) — населений пункт у Хорватії, у Карловацькій жупанії у складі громади Генеральський Стол.

## Населення
Населення за даними перепису 2011 року становило 187 осіб.
Динаміка чисельності населення поселення: